# Krakov (Rakovníki járás)
Krakov település Csehországban, Rakovníki járásban. Krakov Krakovec, Petrovice, Šípy, Malinová, Zavidov és Všesulov településekkel határos. Lakosainak száma 139 fő (2024. január 1.).

## Népesség
A település lakosságának változását az alábbi diagram mutatja:
| Lakosok száma | 306  | 249  | 277  | 162  | 132  | 123  | 131  | 144  | 136  | 139  |
|               | 1869 | 1900 | 1921 | 1961 | 1980 | 2011 | 2016 | 2019 | 2021 | 2024 |